# リビングストン郡 (ミズーリ州)
座標: 北緯39度47分 西経93度33分 / 北緯39.78度 西経93.55度
リビングストン郡（英: Livingston County）は、アメリカ合衆国のミズーリ州にある郡。2000年の人口は1万4558人で、郡庁所在地はチリコシー (Chillicothe)である。
1837年1月6日にキャロル郡から分離して誕生し、エドワード・リヴィングストン国務長官にちなみ名づけられた。

## 地理
2000年の国勢調査によると郡の総面積は1394.7平方キロ（538.48平方マイル）で、うち1384.4平方キロ（534.52平方マイル）が陸地、総面積の0.72%にあたる10.2平方キロ（3.95平方マイル）が水域である。

### 隣接する郡
- グランディ郡（北）
- リン郡（東）
- チャリトン郡（南東）
- キャロル郡（南）
- コールドウェル郡（南西）
- デイビース郡（北西）

### 主要幹線道路
- 国道36号線
- 国道65号線
- 州道190号線

## 人口動態
2000年の国勢調査時点で、この郡には1万4558人、5736世帯、3797家族が暮らしている。人口密度は1平方キロあたり11人で、平方マイルに直すと27人となる。住居数は6467軒で、1平方キロあたりに5軒（1平方マイルあたりでは12軒）が建っている計算になる。住民のうち白人が95.91%、アフリカ系が2.33%、ネイティブ・アメリカンが0.34%、アジア系が0.27%、太平洋諸島系が0.01%、その他が0.24%、混血が0.91%、ヒスパニック（ラテン系）が0.65%を占める。

2000年国勢調査のデータをもとに作成した郡の人口ピラミッド

5736世帯のうち30.4%は18歳以下の未成年と暮らしており、54.5%は夫婦で生活している。8.4%は未婚の女性が世帯主であり、33.8%は家族以外の住人と同居している。30.5%が一人暮らしの世帯で、15.6%を独居老人世帯が占める。1世帯あたりの平均構成人数は2.38人で、家庭のそれは2.96人である。
住民のうち24.4%が18歳以下の未成年、7.4%が18歳以上24歳以下、26.2%が25歳以上44歳以下、23.0%が45歳以上64歳以下、19.0%が65歳以上となっており、平均年齢は40歳である。女性100人に対し男性が84.8人いる一方、18歳以上の女性100人ごとに対しては79.5人いる。
一世帯あたりの平均収入は3万2290米ドルで、家族あたりでは4万902米ドルである。男性の平均収入は2万9782米ドル、女性のそれは1万9249米ドルで、労働者でない人々も含めた住民一人当たりの収入は1万6685米ドルとなる。総人口の12.4%、家族の8.6%、18歳以下の未成年の17.3%、および65歳以上の老人の11.3%は貧困線以下の収入で生計を立てている。

## コミュニティ
都市
- チリコシー
- チューラ (Chula) 英語版
- ウィーリング (Wheeling) 英語版

村
- ラドロー (Ludlow) 英語版
- ムーアズビル (Mooresville) 英語版
- ユーティカ (Utica) 英語版

非法人コミュニティ
- アバロン (Avalon) 英語版
- ドウン (Dawn) 英語版